# 米凯佩尔奇
米凯佩尔奇，是匈牙利豪伊杜-比豪尔州所辖的一个村。总面积36.93平方公里，总人口4309，人口密度116.7人/平方公里（2011年1月1日）。